# Roger Donlon

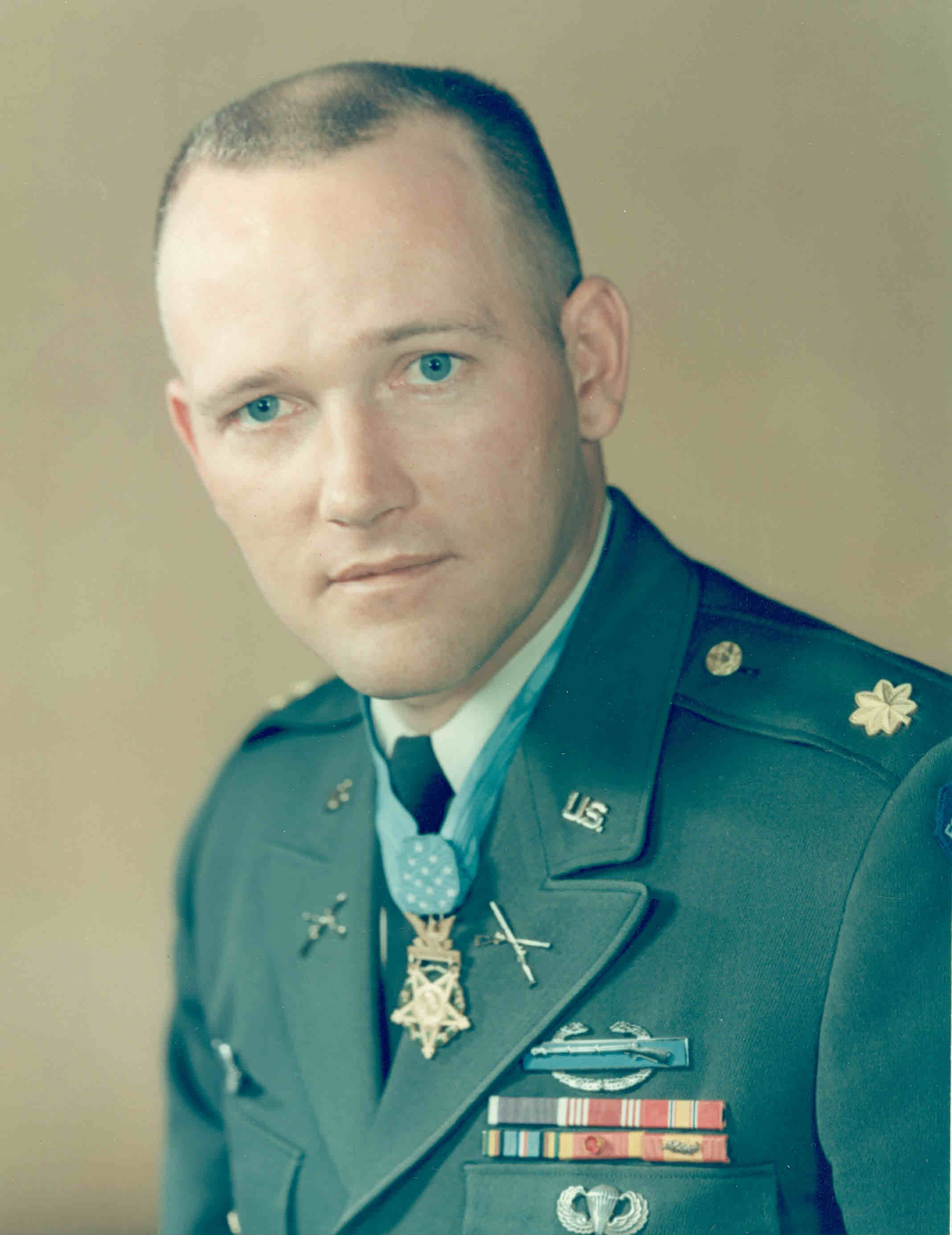
Roger Donlon, hier im Rang eines Majors

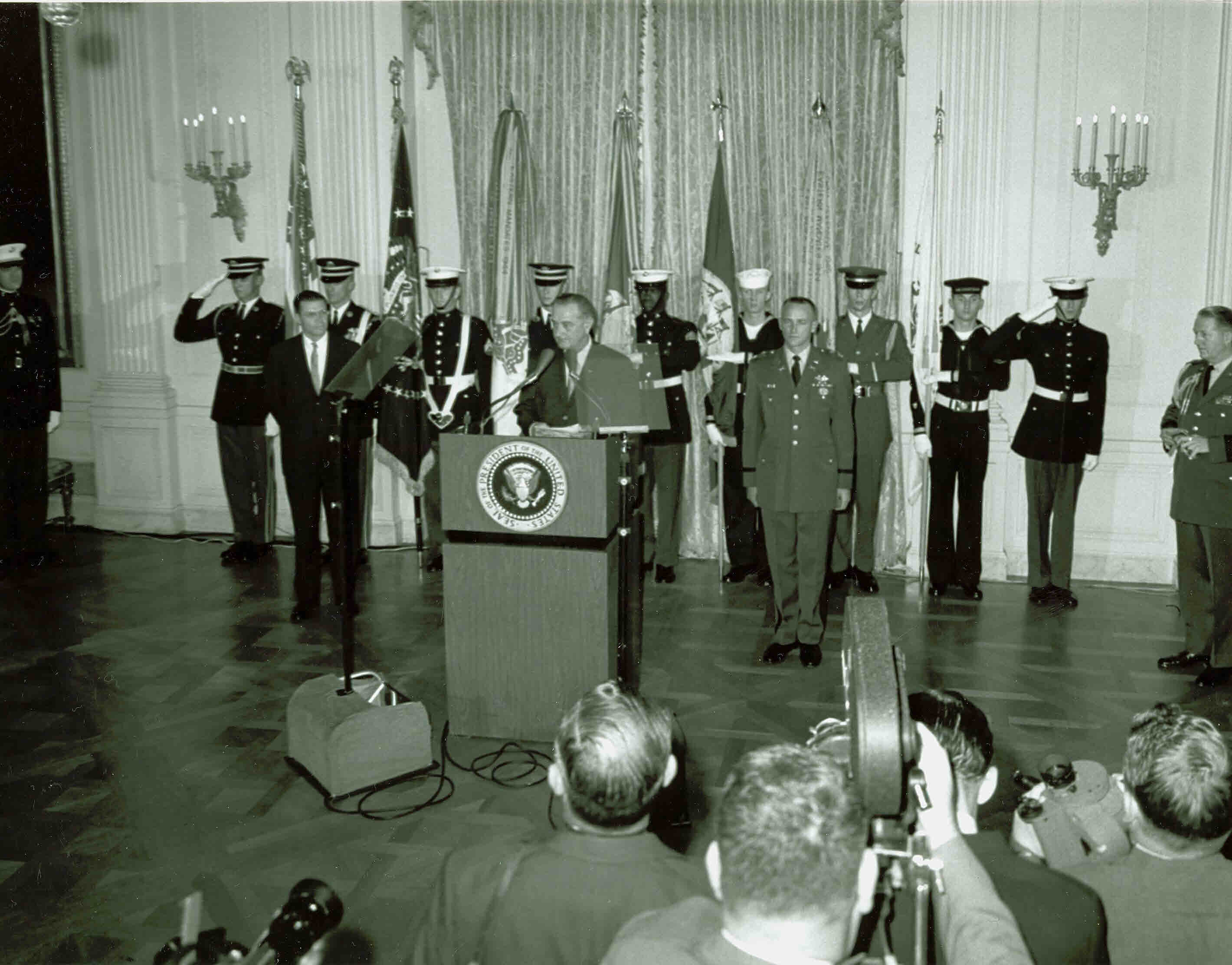
Roger Donlon (rechts neben Lyndon B. Johnson) wird die erste Medal of Honor des Vietnamkrieges verliehen

Roger Hugh Charles Donlon (* 30. Januar 1934 in Saugerties, Ulster County, New York; † 25. Januar 2024 in Leavenworth, Kansas) war ein Colonel ret. der Special Forces und der erste Soldat der US Army, dem die Medal of Honor im Vietnamkrieg verliehen wurde.

## Leben
Donlon wurde als siebentes von acht Kindern geboren und besuchte für ein Jahr das New York State College of Forestry (dt. „New-York-Staats-Kolleg für Forstwirtschaft“) an der Syracuse University. Anschließend trat er in die US Air Force ein und wurde 1953 nach West Point versetzt, wo er nach zwei Jahren sein Studium aus persönlichen Gründen abbrach. 
1958 trat er wieder in die US-Streitkräfte ein, diesmal jedoch in die US Army. Nachdem er die Offiziersausbildung in der Officer Candidate School abgeschlossen hatte, diente er zunächst als Adjutant eines Generalstabsoffiziers. Im August 1963 wurde er bei den Special Forces aufgenommen. 1964 wurde Donlons Einheit nach Vietnam verlegt. Sein erster Auftrag als Captain und Kommandeur war die Errichtung eines Außenpostens im zentralen Hochland nahe dem Ort Nam Dong.
In der Nacht des 6. Juli 1964 kam es zu einem Angriff zweier Bataillone des Vietkong auf den Außenposten. In einem die ganze Nacht andauernden Gefecht gelang es den Verteidigern, bestehend aus dem ODA-726 (Operational Detachment, dt. Zug), südvietnamesischen Streitkräften und australischen Soldaten, den Stützpunkt gegen den zahlenmäßig weit überlegenen Feind zu halten. 
Captain Roger Donlon wurde am 17. Dezember 1964 für seine hervorragende Führung während der Schlacht von Nam Dong mit der ersten Medal of Honor ausgezeichnet, die in diesem Krieg verliehen wurde.
Zudem erhielt er die Auszeichnung Legion of Merit und die Bronze Star Medal.
Später schied Donlon als Colonel aus dem Militärdienst aus. Am 28. Juni 1965 wurde ihm von Bürgermeister Fred Fugazzi der Schlüssel der Stadt Lexington, Kentucky,  (entspricht der Ehrenbürgerwürde) verliehen. Er lebte mit seiner Frau Norma und seinen beiden Kindern in Kansas.

## Werk
Donlon schrieb zwei Bücher, in denen er versuchte, seine Vietnamerfahrungen zu verarbeiten:
- Outpost of Freedom
- Beyond Nam Dong